# Okeem Challenger
Okeem Challenger (ur. 15 kwietnia 1988) – piłkarz z Antigui i Barbudy grający na pozycji napastnika w klubie SAP FC.